# 天體光譜學

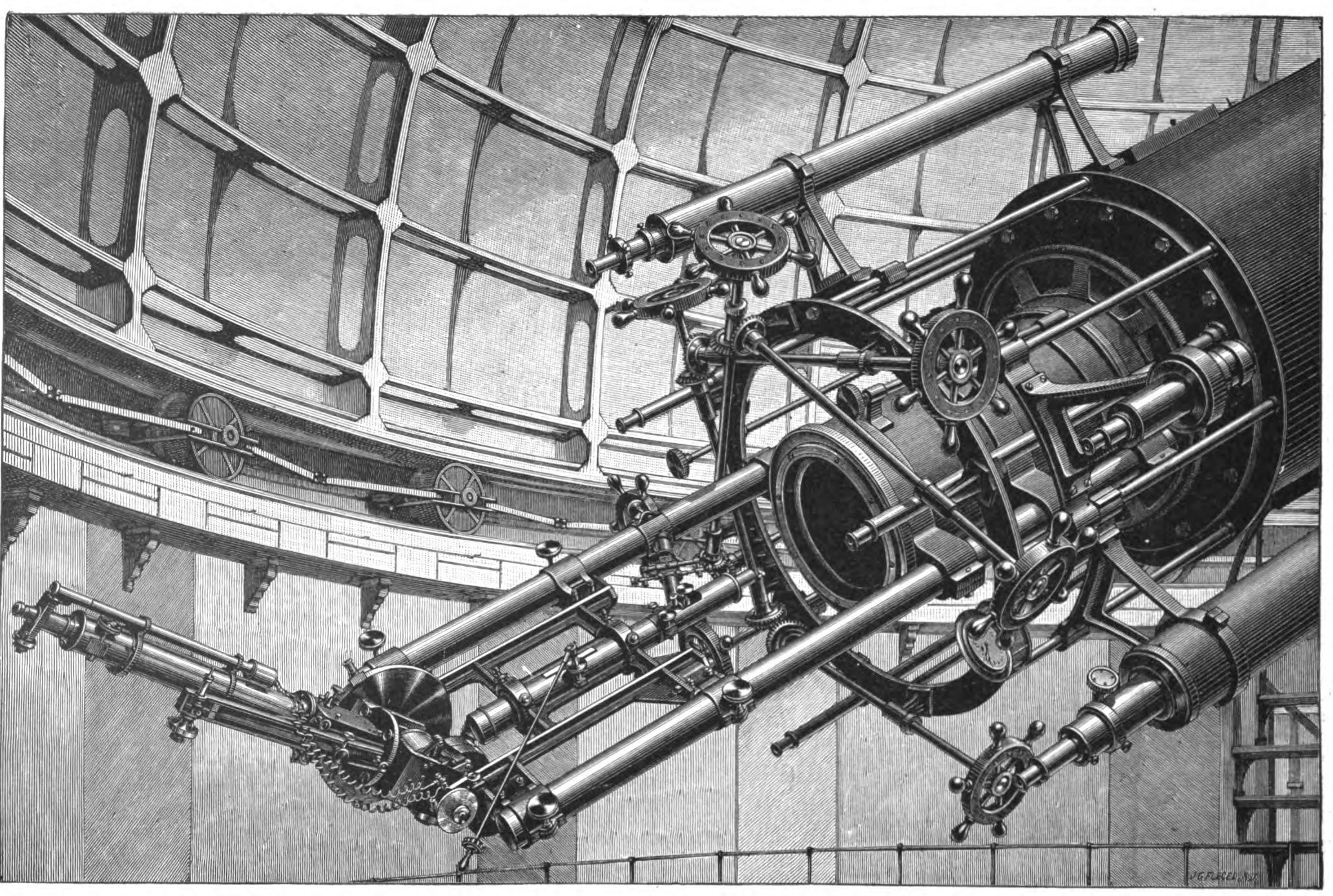
由詹姆斯·基勒設計，約翰·布拉舍爾建造，於1898年安裝在利克天文台的恆星光譜儀。

天體光譜學是天文學使用光譜學技術測量包括可見光、電波等，來自恆星和其他天體的光譜等輻射。恆星光譜可以顯示恆星的許多性質，例如其化學成分、溫度、密度、質量、距離、亮度和使用都卜勒位移測量相對運動。許多其他類型天體，例如行星、星雲、星系和活躍星系核等的物理性質，也可以用光譜學來研究。

## 背景

地球大氣層的電磁波透明度。

用於天體光譜學測量的有三個主要的頻段：可見光、電波、和X射線。雖然所有的光譜學都著眼於光譜的特定區域，但根據不同的頻率，需要不同的方法來獲取訊息。臭氧（O3）和氧分子（O2）吸收波長在300 nm以下的光，這意味著X射線和紫外線光譜需要使用太空望遠鏡或火箭安裝探測器:27。電波信號的波長比可見光信號長得多，需要使用天線或碟型天線。紅外線會被大氣層中的水氣和二氧化碳吸收，因此雖然設備與可見光的光譜學相似，但需要衛星才能紀錄大部分的紅外光譜。

### 光學光譜

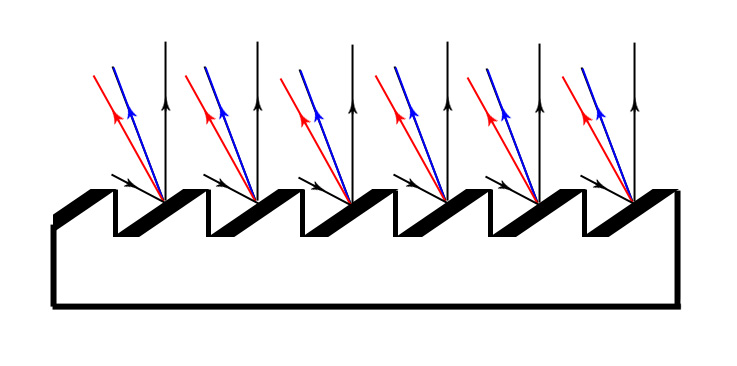
入射光以相同的角度反射（黑線），但一小部分光線折射而呈現彩色（紅色和藍色線）。

自從艾薩克·牛頓首次使用簡單的稜鏡來觀察光的折射特性以來，物理學家一直在研究太陽的光譜。在19世紀初期，約瑟夫·夫朗和斐利用他是玻璃製造商的技能，創造了非常純淨的稜鏡，讓他能在看似連續的太陽光譜中觀察到574條暗線。不久之後，他結合望遠鏡和稜鏡觀測金星、月球、火星和各種恆星（例如參宿四）的光譜；直到1884年公司關閉前，他的公司繼續在他原始設計的基礎上，製造和銷售高品質的折射望遠鏡:28–29。
稜鏡的解析力受限於稜鏡的尺度，較大的稜鏡能提供更詳細的光譜，但質量的增加使得它不適合高精度的工作。由於加拿大渥太華自治領天文台的約翰·斯坦利·普拉斯基特開發出高品質的反射光柵，這個問題在20世紀初期得到解決:11。擊中光柵鏡面的光線會以相同的角度反射，但有一小部分會以不同的角度折射；這取決於材料的折射率和光的波長。通過利用大量平行的反射鏡製成的炫耀光柵，這一小部分折射的光可以聚焦並且能夠看見。這種新的光譜儀比稜鏡更精細，需要的光也更少，並且可以通過將光柵傾斜來聚焦在光譜的特定區域。
炫耀光譜受限於反射鏡的寬度，只能在每毫米1000行以內的範圍內聚焦，超過這個限制就會失焦。為了克服這一限制，開發了全像光柵。容積相的全像光柵是在玻璃表使用去皮明膠，然後暴露在干涉儀創建的干擾波模式下。這種波模式製造出炫耀光柵的反射模式，但利用了布拉繞射，而反射角度取決於明膠中原子的排列過程。全像光柵可以具有高達每毫米6,000條的線條，收光線的能力是炫耀光柵的兩倍。全像光柵的用途廣泛，且由於它們封閉在兩片玻璃之間，可能使用數十年都無須更換。
探測器可以記錄光譜儀中光柵或稜鏡的色散。從歷史上看，在電子探測器被開發出來之前，照相底片曾被廣泛地用於紀錄光譜。而現在，光學光譜儀通常採用電荷耦合裝置（CCD）。通過觀察已知發射線波長的氣體放電燈譜線，可以校準光譜的波長尺度。光譜的通量尺度可以與對標準恆星的觀測進行比較，作為波長的函數進行校準，並修正大氣吸收光；這稱為分光光度測量。

### 電波光譜
電波天文學是基於卡爾·央斯基在1930年代初期工作創立的。卡爾·央斯基在20世紀30年代初期為貝爾實驗室工作，他建造了一個電波天線，用於研究跨越大西洋電波傳輸存在的潛在干擾源。發現雜訊源之一不是來自地球，而是來自銀河中心星座的人馬座。在1942年，詹姆斯·史坦利·海伊使用軍用雷達檢視到來自太陽的電波頻率:26。 電波光譜學始於1951年發現波長21公分的氫線。

#### 電波干涉儀
當約瑟夫·萊德·波西、魯比·佩恩-斯科特、和林賽·麥克雷迪在1946年使用在海邊懸厓的單天線觀察200MHz的太陽輻射時，開創了電波干涉儀。來自太陽本身和海面反射的兩道入射的電波束，產生了必要的干涉。第一架多接收器干涉儀是馬丁·賴爾和馮伯格於同年建造的。在1960年，賴爾和安東尼·休伊什發表了合成孔徑技術，來分析干涉儀的數據。合成孔徑過程涉及 自相關和離散傅立葉變換，對傳入信號恢復通量的空間和頻率變化，結果是立體影像的第三軸是頻率。由於這項工作，賴爾和休伊什共同獲得1974年的諾貝爾物理學獎。

## 恆星及其性質

### 化學性質
牛頓使用稜鏡將白光分割成各種顏色，夫朗和斐的高品質稜鏡使科學家能夠看見為之起源的暗線。在1850年代，古斯塔夫·克希荷夫和羅伯特·威廉·本生描述了這些暗線背後的現象。熱的固體物質產生具有連續光譜的光，熱氣體以特定波長發射光，被較冷氣體包圍的熱固體物質顯示接近連續的光譜，而其中的暗線與氣體的發射線相對應:42–44。通過比較太陽吸收光譜的吸收線與已知氣體的發射譜線，可以確定恆星的化學成分。
下表顯示主要的夫朗和斐譜線和與其相關聯的元素。早期的巴耳末系顯示在括弧中。
| 符號    | 元素 | 波長（nm） |
| ------- | ---- | ---------- |
| y       | O2   | 898.765    |
| Z       | O2   | 822.696    |
| A       | O2   | 759.370    |
| B       | O2   | 686.719    |
| C (Hα)  | H    | 656.281    |
| a       | O2   | 627.661    |
| D1      | Na   | 589.592    |
| D2      | Na   | 588.995    |
| D3 or d | He   | 587.5618   |
| e       | Hg   | 546.073    |
| E2      | Fe   | 527.039    |
| b1      | Mg   | 518.362    |
| b2      | Mg   | 517.270    |
| b3      | Fe   | 516.891    |
| b4      | Mg   | 516.733    |

| 符號    | 元素 | 波長 （nm） |
| ------- | ---- | ----------- |
| c       | Fe   | 495.761     |
| F (Hβ)  | H    | 486.134     |
| d       | Fe   | 466.814     |
| e       | Fe   | 438.355     |
| G' (Hγ) | H    | 434.047     |
| G       | Fe   | 430.790     |
| G       | Ca   | 430.774     |
| h (Hδ)  | H    | 410.175     |
| H       | Ca+  | 396.847     |
| K       | Ca+  | 393.368     |
| L       | Fe   | 382.044     |
| N       | Fe   | 358.121     |
| P       | Ti+  | 336.112     |
| T       | Fe   | 302.108     |
| t       | Ni   | 299.444     |

並不是太陽中所有的元素都立即被識別出來，下面列出了兩個例子。
- 在1868年， 约瑟夫·诺曼·洛克耶和皮埃爾·讓森獨立現在鈉雙線（D1和D2）的旁邊有一條在實驗室中從未見過的譜線，洛克耶確定該線是一種新元素。這個元素線現在命名為氦，但直到1895年才在地球上發現這種元素[5]:84–85
- 在1869年，天文學家查理斯·奧古斯都·楊（英语：Charles Augustus Young）和威廉·哈克內斯（英语：William Harkness）獨立在日食期間的太陽日冕中觀測到一條綠色發射線。因為這條譜線只在日冕中被發現，所以被認為是新元素而錯誤的被命名為 ()。直到1930年代，沃爾特·格羅特里安和本特·埃德倫才發現這條530.3奈米的譜線是高電離的鐵（Fe13+）[18]。日冕光譜中的其它異常譜線也是由高電離元素，如鎳和鈉引起的，而高電離是日冕的極端高溫所導致[1]:87,297。

迄今為止，在293.5至877.0奈米之間已列出超過20,000條吸收線，而只有大約75%的元素與這些吸收線相關:69。
通過分析發射光譜線中每條譜線的寬度，可以確定恆星中存在的元素與其豐度。使用這些資訊，恆星可以分為星族：星族I是最年輕的恆星，具有最高的金屬含量（我們的太陽是星族I的恆星），而星族III是最古老的恆星，金屬量非常低。

### 溫度和大小

各種不同溫度黑體的輻射曲線。

在1860年，古斯塔夫·克希荷夫提出了黑體的概念，這是物質可以發出所有波長的電磁輻射。在1894年，威廉·維因推導出一種表示法，將黑體的溫度（T）和其發射波長的峰值（λmax）關聯在一起：
{\displaystyle \lambda _{\text{max}}T=b}
b是一個比例常數，稱為維恩位移常數，相當於2.897771955...×10−3 m⋅K。這個方程式稱為維恩定律。通過測量恆星的峰值波長，可以確定表面的溫度。例如，如果峰值波長是502奈米，則相應的溫度將是5,778K。
恆星的光度是在一定時間中輻射輸出電磁能量的度量。恆星的光度（L）與溫度（T）的關係可以表示為：
{\displaystyle L=4\pi R^{2}\sigma T^{4}} ,
此處的R是恆星的半徑，σ是斯特凡-波茲曼常數，其值相當於5.670374419...×10−8 W⋅m−2⋅K−4。因此，當光度和溫度（通過直接的測量和計算）都已知時，可以確知恆星的半徑。

## 星系
因為星系是由數以億計的恆星組成的，所以星系的光譜看起來與恆星的光譜相似。
1937年，弗里茨·茲威基研究星系團的都卜勒位移之後，發現星系團中的星系移動速度比從可見光推斷的質量所能束縛的速度要快得多。茲威基假設星系團中一定有許多非發光的物質，它們被稱為暗物質 。從他的發現之後，天文學家已經確定大部分的星系（和大部分的宇宙）是由暗物質組成的。然而，在2003年發現有4個星系（NGC 821、NGC 3379、NGC 4494、和NGC 4697）沒有或幾乎沒有暗物質影響它們與它們所包含的恆星運動；暗物質缺乏的原因不明。
在1950年代，強大的電波源被發現與非常暗淡，且非常紅的天體有關。當其中一個天體的光譜首度被採取到時，雖然有吸收譜線的波長，但都不在預期的位置上。天文學家很快意識到這是一個正常的星系光譜，但有高度的紅移。在1964年，這類天體被丘宏義命名為類星體。現在，類星體被認為是在宇宙早期形成的星系，其極端的能量輸出是由超大質量黑洞提供動力。
星系的性質也可以通過分析其中的恆星來確定。NGC 4550是室女座星系團中的一個星系，其大部分的恆星以與其它部分恆星相反的方向旋轉。因此，這個星系被認為是由兩個星系組合在一起，而這兩個星系以彼此相反的方向旋轉。星系中明亮的恆星也有助於確定該星系的距離，而且可能是比視差或標準燭光更準確的方法。

## 星際物質
星際物質是佔據星系中恆星系統之間空間的物質，99%是氣態的氫、氦以及少量其它的電離元素。其它的1%是塵埃顆粒，被認為主要是石墨、矽酸鹽和冰。塵埃和氣體的雲被稱為星雲。
星雲有三種主要類型：吸收、反射和發射。 吸收星雲（或暗星雲）是由相當數量的塵埃和氣體組成，足以遮蔽它們身後的星光，使光度測量變得困難。反射星雲，正如它們的名字建議，反映了附近恆星的光。它們的光譜與周圍的恆星相同，但因為短波彼長波容易散射，所以顏色更藍。發射星雲則根據其化學成分，發出特定波長的光。

### 氣態發射星雲
在天體光譜學的早期，科學家對氣態星雲的光譜十分困惑。1864年，威廉·哈金斯注意到許多星雲只呈現發射譜線，而沒有像恆星那樣的全光譜。從克希荷夫的工作，他得出星雲必須包含"大量的發光氣體或蒸氣"。但是，還是有好幾條發射譜線無法和地面上已知的任何元素連結，其中最亮的譜線是495.9nm和500.7nm。這些線被歸屬於一種新元素：。直到1927年，這些譜線才被艾拉·斯普拉格·鮑恩確定是來自高電離氧（O+2）。這些發射譜線因為是禁線，無法在實驗室中複製；星雲的低密度（每立方公分一個原子）允許離子通過禁線的發射，而不是與其它原子碰撞來衰減。
並非所有的發射星雲都位於恆星周圍或附近，能受到恆星加熱而電離。大多數氣態發射星雲都是由中性氫形成。在基態的中性氫有兩種可能的自旋狀態：電子具有與質子相同或相反的自旋。當原子在這兩種莊態之間轉換時，他會釋放出波長21公分的發射或吸收線。可以對電波範圍內的這條線進行非常精確的測量：
- 通過都卜勒位移可以測量雲的速度。
- 線的強度提供雲中原子的密度和數量。
- 可以計算雲的溫度。

利用這些資訊，儘管螺旋臂的確切數量和位置仍是在進行研究中的主題，銀河系的形狀被確定為螺旋星系。

### 複雜分子
星際物質中的塵埃和分子不僅遮擋光度測量，還會造成光譜中的吸收線。它們的特徵是由不同能階之間的電子躍遷、旋轉或振動產生的譜線。檢測到的譜線通常發生在光譜的電波、微波或紅外部分。形成這些分子的化學反應可能發生在冷、瀰散的雲氣中，或在受到紫外線照射的密集區域。多環芳香烴，像是乙炔（C2H2），通常聚集在一起形成石墨或其它烏黑的材料，但是其它的有機化合物，例如丙酮（(CH3)2CO ）和巴克明斯特富勒烯（C60 和C70）也已經被發現。

## 宇宙中的運動

紅移和藍移。

恆星和星際氣體受到尹力的約束形成星系，星系受到彼此間的引力約束形成星系團。 除了銀河系中的恆星和本星系群中的星系之外，由於宇宙膨脹，幾乎所有的星系都在遠離我們。

### 都卜勒效應和紅移
透過光譜可以決定恆星等天體的運動狀態。由於都卜勒效應，朝我們移動的物體會產生藍移，而離我們而去的物體會產生紅移。紅移的光波長會變長，看起來比原來更紅。相反的，藍移的光波長會變短，看起來比原本更藍：
{\displaystyle {\frac {\lambda -\lambda _{0}}{\lambda _{0}}}={\frac {v_{0}}{c}}}
此處{\displaystyle \lambda _{0}}是發射的波長，{\displaystyle v_{0}}是物體的速度， 和{\displaystyle \lambda }是觀測到的波長。注意，v<0對應於波長的藍移。紅移的吸收或發射線會更偏向於光譜的紅色端，而不是固定的譜線。在1913年，維斯托·斯里弗確定仙女座星系是藍移的，這意味著它正朝向銀河系移動。他記錄了其它20個星系的光譜，除了4個以外，所有其它的星系都是紅移；並且能夠計算它們相對於地球的速度。愛德溫·哈伯稍後利用這些資訊，以及他自己的觀測，定義了哈伯定律：星系距離地球越遠，它遠離我們的速度越快。哈伯定律可以概括描述為：
{\displaystyle v=H_{0}d}
此處{\displaystyle v}是速度（或哈伯流），{\displaystyle H_{0}}是哈伯常數，和d是與地球的距離。
紅移（z）可以通過系面的方程式表示：
| 基於波長 | 基於頻率                                                                                 |
| --- | ---------------------------------------------------------------------------------------- |
| {\displaystyle z={\frac {\lambda _{\mathrm {obsv} }-\lambda _{\mathrm {emit} }}{\lambda _{\mathrm {emit} }}}} | {\displaystyle z={\frac {f_{\mathrm {emit} }-f_{\mathrm {obsv} }}{f_{\mathrm {obsv} }}}} |
| {\displaystyle 1+z={\frac {\lambda _{\mathrm {obsv} }}{\lambda _{\mathrm {emit} }}}}                          | {\displaystyle 1+z={\frac {f_{\mathrm {emit} }}{f_{\mathrm {obsv} }}}}                   |

在這些方程式中，頻率是{\displaystyle f}和波長用{\displaystyle \lambda }來表示。越大的z值，紅移越大，物體離地球的距離也越遠。截至2013年1月，使用哈勃超深空發現了紅移最大的星系，其年齡超過130億年（宇宙約為138.2億年的歷史）。
都卜勒效應和哈伯定律可以結成方程式：
其中的c是光速。

### 本動
受引力約束的物體將圍繞一個共同的質量中心旋轉。對於恆星，此種運動稱為本動速度，可以改變哈伯流。因此，需要為本動添加一個額外的項目到哈勃定律中：
{\displaystyle v_{\text{total}}=H_{0}d+v_{\mathrm {pec} }}
當觀察太陽或星系的光譜時，因為基於簡單的哈伯定律和預期的紅移將被這種運動（本動）掩蓋，所以本動會造成混淆。例如，由於星系團中星系的本動速度非常大，室女座星系團的大小和形狀一直是科學上需要仔細研究的問題。

### 聯星

兩顆不同大小的恆星圍繞著質量中心運行。根據恆星的位置和速度，可以看見光譜中譜線的分裂。

就像行星可以與恆星進行引力束縛一樣，恆星也可以成對的相互環繞。一些聯星是目視聯星，這意味著通過光學望遠鏡就可以觀察它們。但是，有些聯星過度接近，無法以光學望遠鏡分辨。當通過光譜儀查看這樣的聯星時，會顯示出複合的光譜：兩顆恆星的光譜被疊加在一起。 當兩顆恆星的光度相似，而光譜類型不同時，這種複合的光譜就很容易檢測。
光譜聯星也可以經由徑向速度檢測出來；當它們彼此互繞運行時，一顆恆星可能朝向地球接近，而另一顆恆星則在遠離地球，這會導致光鋪中的都卜勒移動。系統的軌道平面決定位移的大小：如果觀測者垂直於軌道平面觀察，就不會有徑向速度的變化。這就像你觀看旋轉木馬一樣，從側面看會看到這些動物有些朝向你，有些遠離你；而如果從正上方看，它們只會在水準平面上移動。

## 行星、小行星、和彗星
行星、小行星、和彗星全都因反射母恆星的光，併發出出自己的光。對較低溫的天體，包括太陽系的行星和小行星，發出的大多數是我們看不見的紅外線，但是可以用光譜儀測量。對於被氣體包圍的天體，如彗星和有大氣層的行星，會進一步發生特定波長的吸收和發射，將氣體的光譜疊加在固體本身發出的光譜上。對於大氣層厚重或完全被雲層覆蓋的世界（像是氣態巨行星、金星、和土星的衛星泰坦），光譜主要或完全是由大氣層本身造成。

### 行星
由於有岩石層和岩石中包含礦物，或由於大氣中的元素和分子，行星的反射光中存在著吸收帶。迄今為止，已經發現3,500多顆系外行星。其中包括所謂的熱木星，以及類地行星。利用光譜已經發現鹼金屬、水蒸氣、一氧化碳、二氧化碳和甲烷等化合物。

### 小行星
根據光譜，小行星可以分成3種主要類型。最初的類別是由克拉克·查普曼（Clark R. Chapman）、大衛·莫里森（David Morrison）、和本·澤爾納（Ben Zellner）在1975年建立，大衛·J·托倫在1984年進一步擴充，現在被稱為托連分類法。C型是含碳的小型星，S型是以矽酸鹽為主的小行星，X型是金屬類。C型和S型是最常見的小行星，對於不尋常的小行星，還有其它的分類。在2002年，托連分類法再進一步的進化，成為 SMASS分類法，將分類從14項擴大到26項，以對小行星進行更精確的光譜分析。

### 彗星

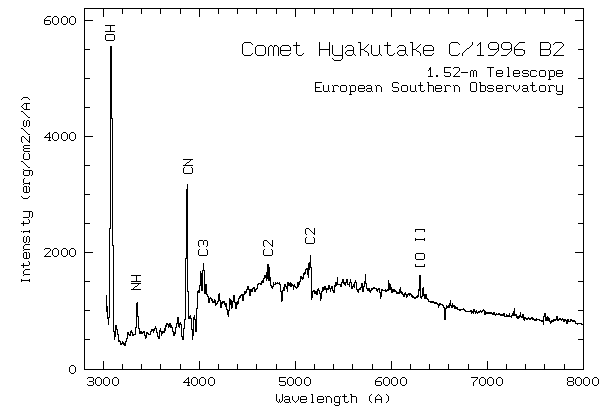
百武二號彗星的光譜。

彗星的光譜是由彗核周為飛揚的塵土構成的彗髮反射的太陽光譜，以及由陽光和/或化學反應引起螢光的氣態原子和分子的發射線。例如，艾桑彗星（C/2012 S1）的化學成分，由光譜確認了氰化物（CN）突出的發射線，以及雙碳三碳原子（C2和C3）突出的發射線。因為太陽風的離子飛到彗髮中被中和，在太陽附近的彗星可以用X光線觀察。只是彗星的X設線光譜反映的是太陽風的狀態，而不是彗星的狀態。

## 外部連結
- Libraries of stellar spectra（页面存档备份，存于） - D. Montes, UCM
- Spectroscopy by Amateur Astronomers（页面存档备份，存于）

Template:BranchesofSpectroscopy